# Apollo 3
Pour les articles homonymes, voir Apollo.
Apollo 3 est un groupe allemand de rock alternatif, originaire de Cologne. Il est composé de trois membres, Henry Horn (né le 25 juin 1997), Marvin Schlatter (né le 25 août 1996) et Dario Flick (né le 5 janvier 1997).

## Biographie
Les trois membres de la bande viennent de Cologne. Ils commencent à jouer dès l'âge de neuf ans. À l'âge de dix ans, leur enseignant les remarque et les met en contact avec l'auteur-compositeur et producteur de musique Niko Floss. En 2007, Henry Horn joue un rôle d'invité dans la télé-série Alerte Cobra. Leur premier album, Apollo 3 (même nom que celui du groupe) est lancé en 2009 par le label major Sony Music Entertainment. Cet album comprend, entre autres, la chanson thème du film Vorstadtkrokodile, Superhelden.
Le 12 mars 2010, leur deuxième album 2010 est publié, et comprend 10 anciennes chansons de leurs précédents opus. Deux d'entre elles sont publiées comme singles. Le single Chaos est publié le 9 avril 2010, et Unverwundbar le 13 août 2010. Dans le film Teufelskicker, qui se base sur les ouvrages de Frauke Nahrgangs, tous les membres jouent un rôle. Henry joue le personnage principal appelé Moritz, et Marvin et Dario jouent Shadow et Alex. Le thème du film s'intitule Diabolisch, qui est issu de l'album. En 2012, les chansons Limit et Wir sehn uns dann am Meer sont jouées en concert en avant-goût de la sortie de leur prochain album. L'album sort le 27 septembre 2013 et s'intitule Feier Dein Leben. L'album participer Marvin au chant sur une des 13 chansons. Le groupe participe, en 2014, à l'émission de téléréalité Köln 50667. Le 20 mars 2015, ils révèlent un snippet de leurs nouvelles chansons.

## Membres
- Henry Horn - chant
- Dario Alessandro Barbanti-Flick - guitare
- Marvin Schlatter - claviers, rap

## Discographie

### Albums studio
- 2009 : Apollo 3
- 2010 : 2010
- 2013 : Feier dein Leben

### Singles
- 2009 : Superhelden (1er avril)
- 2009 : Startschuss
- 2009 : Chaos
- 2010 : Unverwundbar
- 2010 : Diabolisch
- 2011 : Überflieger
- 2013 : Wir sehn uns dann am Meer
- 2014 : Limit